# Государственный переворот в Аргентине (1943)

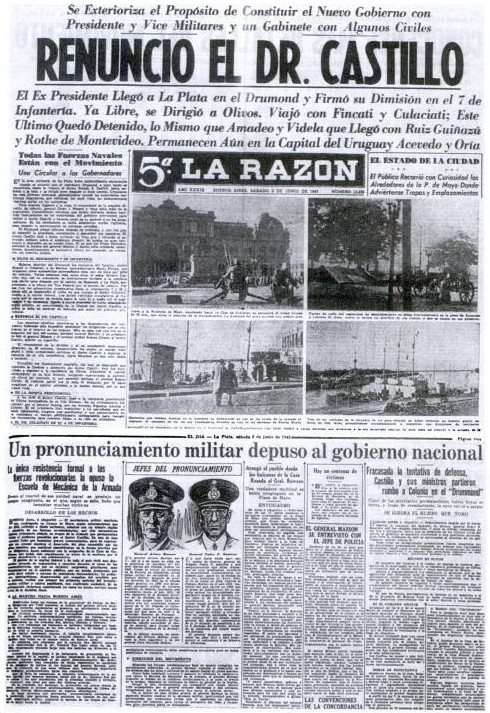
Выпуск аргентинской газеты, сообщающий о свержении Кастильо.

Государственный переворот 1943 года, известный под коротким названием революция 43-го (исп. Revolución del 43), — государственный переворот в Аргентине, произошедший 4 июня 1943 года и закончившийся свержением президента Рамона Кастильо, избравшегося на эту должность путём фальсификации. Эта революция положила конец периоду, более известному как «Бесславное десятилетие». Армия выступила против губернатора Робустиано Патрона Костаса, избранного преемником Кастильо, главного землевладельца в провинции Сальта, а также основного акционера сахарной промышленности. Недовольство националистически настроенных офицеров армии, привело к формированию «Группы объединённых офицеров» (ГОУ), одним из участников которой был малоизвестный тогда полковник Перон. 4 июня 1943 года ГОУ совершила переворот — войска из Кампо-де-Майо вступили в столицу и без особого труда заняли правительственные здания. Кастильо бежал из Буэнос-Айреса на тральщике «Драммонд» типа «Бушар».
Лидерами Аргентины в этот период времени стали Артуро Росон, Педро Пабло Рамирес и Эдельмиро Фаррель. В течение этого периода в Аргентине начались внутренние споры, связанные со Второй мировой войной, в которых общество и политики отстаивали точки зрения сохранения нейтралитета и безопасности путём поставок продуктов питания союзникам и открытого вступления в войну на стороне союзников. Рамирес разорвал отношения с державами Оси в январе 1944 года, а Фаррелль объявил о вступлении Аргентины в войну в марте 1945 года — в то время, когда её исход уже был предрешён.
В этом правительстве возросло влияние и полковника Хуана Доминго Перона, члена Группы объединённых офицеров (ГОУ), который стал впоследствии одним из самых влиятельных политиков в истории Аргентины. Перон занимал должность заместителя военного министра генерала Эдельмиро Фарреля в кабинете Рамиреса, а затем работал на должности главы почти не игравшего никакой роли департамента труда. В этой должности он предложил и реализовал ряд реформ трудового законодательства, укрепив тем самым свою репутацию и получив высокую популярность, особенно среди рабочего класса и Альянса социалистов и профсоюзов, усилив тем самым свою позицию среди военных властей. Когда Фаррель стал преемником Рамиреса, Перон был назначен вице-президентом и военным министром, сохранив также портфель главы департамента труда, который был повышен до уровня министерства. Как министр труда и социальной защиты населения Перон решал трудовые споры в пользу профсоюзов и предоставил широкий спектр социальных льгот для работников-членов профсоюзов.
Столкнувшись с растущей оппозиции в вооружённых силах, Перон был вынужден уйти в отставку 9 октября 1945 года и был арестован спустя четыре дня, но благодаря массовым акциям протеста, организованным Всеобщей конфедерацией труда, был освобождён 17 октября, что впоследствии отмечалось перонистским движением как День лояльности. После его освобождения Фаррель пообещал уйти в отставку и назначать досрочные выборы. Хуан Перон стал президентом после убедительной победы на выборах в феврале 1946 года.